# Android Eclair
Android Eclair, también conocido como Android 2.0 y Android 2.1 fue la quinta versión descontinuada del sistema operativo móvil de código abierto Android desarrollado por Google. Presentado el 26 de octubre de 2009, Android Eclair se basa en los importantes cambios realizados en Android 1.6 "Donut".

## Características

### Experiencia de usuario
La pantalla de inicio predeterminada de Eclair muestra una barra de búsqueda de Google persistente en la parte superior de la pantalla. La aplicación de la cámara también se rediseñó con numerosas funciones nuevas de la cámara, que incluyen compatibilidad con flash, zoom digital, modo de escena, balance de blancos, efecto de color y enfoque macro. La aplicación de galería de fotos también contiene herramientas básicas de edición de fotos. Esta versión también incluyó la adición de fondos de pantalla en vivo, lo que permite que la animación de las imágenes de fondo de la pantalla de inicio muestre movimiento. La función de voz a texto se introdujo por primera vez, reemplazando la tecla de coma.

### Plataforma
Android Eclair hereda las adiciones de plataforma del lanzamiento de Donut, incluida la capacidad de buscar todos los mensajes SMS y MMS guardados, Google Maps 3.1.2 mejorado y compatibilidad con Exchange para la aplicación de correo electrónico. El sistema operativo también proporciona una velocidad de escritura mejorada en el teclado virtual, junto con nuevas API de accesibilidad, calendario y red privada virtual. Para la navegación por Internet, Android Eclair también agrega soporte para HTML5, interfaz de usuario actualizada del navegador con miniaturas de marcadores y zoom de doble toque.